# Рибниця (Свентокшиське воєводство)
Рибниця (пол. Rybnica) — село в Польщі, у гміні Клімонтув Сандомирського повіту Свентокшиського воєводства.
Населення — 96 осіб (2011).
У 1975-1998 роках село належало до Тарнобжезького воєводства.

## Демографія
Демографічна структура на день 31 березня 2011 року:
|          | Загалом | Допрацездатний вік | Працездатний вік | Постпрацездатний вік |
| -------- | ------- | ------------------ | ---------------- | -------------------- |
| Чоловіки | 50      | 13                 | 30               | 7                    |
| Жінки    | 46      | 12                 | 23               | 11                   |
| Разом    | 96      | 25                 | 53               | 18                   |